# Cardeal da Silva
Cardeal da Silva – miasto i gmina w Brazylii, w stanie Bahia. Znajduje się w mezoregionie Nordeste Baiano i mikroregionie Entre Rios.